# 4K rezolucija
4K rezolucija ili samo 4K, odnosi se na displej uređaje i sadržaje koji imaju horizontalnu rezoluciju veću od 4000 piksela. Ovo je rezolucija svih materijala snimljenih u 4K formatu.
Postoji nekoliko različitih 4K rezolucija na polju digitalne televizije i digitalne kinematografije.
4k rezolucija, definisana od strane Digitalne filmske inicijative (енгл. Digital Cinema Initiatives) je 4096 x 2160 piksela (256:135, otprilike 1.9:1). Ovaj standard je prihvaćen od strane filmske industrije zajedno sa svim drugim DCI standardima.
DCI 4k ne treba da se meša sa televizijom ultra visoke definicije (енгл. ultra high definition television) (UHDTV) poznatom kao "UHD-1", koja ima rezoluciju od 3840 x 2160 (16:9 ili približno 1.78:1 odnos dimenzija).Mnogo proizvođača reklamiraju svoje proizvode kao UHD 4k ili jednostavno 4k, iako se termin 4k tradicionalno koristi samo za kinematografsku DCI rezoluciju. Ovo često izaziva konfuziju među kupcima.
Korišćenje širine da se okarakteriše sve ukupna rezolucija obeležava prelaz od prethodne generacije televizije visoke definicije koja je kategorizovala medije prema vertikalnoj dimenziji kao što su 720 piksela ili 1080 piksela.Pod prethodnom konvencijom 4k UHDTV bio bi ekvivalentan rezoluciji od 2160 piksela.
Jutjub i televizijska industrija su prisvojili Ultra HD 1 [UHD-1] kao svoj 4k standard i "UHD-2" za NHK/BBC R&D 7680x4320 piksela UHDTV 2 sa njihovim osnovnim podešavanjem parametra definisano od strane ITU BT.2020 standardom. Od 2014. 4k sadržaj velikih televizijskih mreža i dalje ostaje ograničen. Od 2014. 4k sadržaj sa velikih televizijskih mreža ostaje ograničen.
11.Aprila 2013. “Bulb TV” osnovan od strane kanadskog preduzetnika Evana Kosiniera postao je prvi emiter koji pruža 4k linearan kanal i VOD sadržaj za kablovske i satelitske kompanije u Severnoj Americi.
Kanal je licenciran od strane Kanadske radio-televizije i telekomunikacijske komisije da bi se pružio edukacioni sadržaj. Ipak, 4k sadržaj postaje sve šire dostupan onlajn na Jutjubu, Netfliksu i Amazonu.Od 2015. neki UHDTV modeli bili su dostupni običnim konzumerima za cenu oko 400 dolara.

## Istorija
Prva komercijalno dostupna 4k kamera za kinematografske potrebe bila ja Dalas Origin koja se pojavila 2003 godine.Jutjub je počeo da podržava 4k video aploudovanje u 2010. godini.Korisnici su mogli da gledaju 4k video tako što bi odabrali opciju “Original” iz menija za podešavanje kvaliteta sve do decembra 2013, kada se pojavila opcija 2160 piksela u meniju.U novembru 2013, Jutjub je počeo da korist VP9 standard za kompresovanje videa, zbog toga što je prikladniji za 4k nego visoko efikasno video kodiranje (енгл. High Efficiency Video Coding)(HEVC); VP9 je razvijan od strane Gugla koji poseduje Jutjub.
Projekcija filmova u bioskopima sa 4k rezolucijom počela je 2011.Sony je nudio 4k projektore još 2004. godine. Prvi kućni bioskopski projektor bio je dostupan 2012. i proizvodio ga je Sony.
U februaru 2014. HIGH TV (High 4K) pokrenuo je prvi Ultra HD, 24/7 "General Entertainment TV Channel" dostupan širom sveta. Kanal je bio prvi svoje vrste i emitovao je šarenolik program: miks zabave, životnog stila, ekstremnih sportova, filmova i sve to u Ultra HD kvalitetu, sa 200 sati novog sadržaja svake godine.High 4K tim već distribuira kanale preko TV operatora, IPTV, Mobile, Web TV, itd.
Sony je jedan od vodećih studija koji promovišu UHDTV sadržaj, od 2013. nudeći nešto malo preko 70 filmskih i televizijskih naslova preko digitalnog daunlouda za specijalni video čitač koji čuva i dekodira video. Veliki fajlovi (približno 40GB), distribuirani su kroz potrošačku “broudband” vezu podižu zabrinutost zbog mesečnog limita koji se može upotrebiti preko interneta.
U 2014. Netflix je počeo da strimuje “House od Cards”, “Breaking Bad” i neke dokumentarce o prirodi sa 4k rezolucijom kompatibilnim televizijama sa HEVC dekoderom. Većina 4k televizora prodatih u 2013. nisu podržavali HEVC, sa većinom većih proizvođača najavljujući podržavanje u 2014. Amazon Studios je počeo da snima svoje dugotrajne originalne serije i nove "pilote" sa 4k rezolucijom u 2014.
U početku 2014. sajtovi za odrasle počeli su da nude 4k video sadržaj.

## Rezolucije
| Format                           | Rezolucija  | Odnos Dimenzija  | Pikseli    |
| -------------------------------- | ----------- | ---------------- | ---------- |
| Ultra high definition television | 3840 × 2160 | 1.78:1 (16:9)    | 8,294,400  |
| Ultra wide television            | 5120 × 2160 | 2.33:1 (21:9)    | 11,059,200 |
| WHXGA                            | 5120 × 3200 | 1.60:1 (16:10)   | 16,384,000 |
| DCI 4K (native resolution)       | 4096 × 2160 | 1.90:1 (256:135) | 8.847.360  |
| DCI 4K (CinemaScope cropped)     | 4096 × 1716 | 2.39:1           | 7,028,736  |
| flat cropped)                    | 3996 × 2160 | 1.85:1           | 8,631,360  |

### Ultra HD
UHD je rezolucija od 3840 x 2160 piksela(8.3 megapiksela, odnos dimenzija 16:9) i to je jedna od dve rezolucija “ultra” televizija visoke definicije koja te namenjena potrošačkoj televiziji, druga je FUHD koja je 7680 x 4320 piksela (33.2 megapiksela). UHD ima duplo veću horizontalnu i vertikalnu rezoluciju od 1080 piksela HDTV formata, sa ukupno 4 puta više piksela.
Televizije koje emituju sadržaj u 4k rezoluciji vođene su od strane kompanija koje proizvode elektronsku opremu na kojoj je moguće reprodukovanje 4k sadržaja.

### Digitalni bioskop
Udruženje ustanova Digitalne filmske inicijative uspostavilo je standard od 4096 x 2160 piksela (8.8 megapiksela, odnos dimenzija 256:135) za 4K filmsku projekciju. Ovo je standardna rezolucija za DCI kompatibilne 4k digitalne projektore i monitore; pikseli su isečeni sa vrha ili strana u zavisnosti na odnos dimenzija sadržaja koji se projektuje. DCI 4k standard ima duplo veću horizontalnu i vertikalnu rezoluciju od DCI 2K, sa ukupno 4 puta više piksela. DCI 4K se ne prilagođava standardu 1080 “Full” HD odnosu dimenzija (16:9), tako da ne podržava displeje od 1080 piksela.
4K digitalni filmovi mogu biti producirani, skenirani ili sačuvani u drugim rezolucijama u zavisnosti od toga kakva je odnos dimenzija za skladištenje korišćen. U digitalnom filmskom produkcijskom lancu, rezolucija od 4096 x 3112 je često korišćena za sticanje "otvorene kapije" rezolucija bazirana na istorijskoj rezoluciji skeniranog Super 35mm filma.

### Strimujući video
Jutjub i Vimeo od 2010. dozvolili su maksimalnu aploud rezoluciju od 4096 x 3072 piksela (12.6 megapiksela, odnos dimenzija 4:3). Njihov 4k sadržaj se trenutno svodi uglavnom na dokumentarce o prirodi. Očekivano je da se količina dostupnog sadržaja poveća kako se 4k adaptacija bude povećavala. High Efficiency Video Coding bi trebalo da dozvoli strimovanje sadržaja sa 4K rezolucijom sa propusnim opsegom između 20 i 30 Mbps. VP9 se takođe razvija za 4K strimovanje.

## Snimanje
Glavna prednost snimanja videa na 4K standardu jeste da su fini prostorni detalji dobro rešeni.Ovaj kontrast sa 2K rezolucijom u kojoj fini detalji u kosi su prikazani oskudno. Ako je konačni video kvalitet smanjen na 2K sa 4K snimka više detalja je prisutno nego što bi bilo ostvareno sa 2K snimka. Povećana finoća i kontrast je tada moguć sa izlazom na DVD i Blu-ray. Neki Kinematografi odluče da snimaju na 4K kada koriste Super 35mm filmski format da protivteže bilo kom rezolucijskom gubitku koji se može desiti tokom video obrađivanja.
Sa "Axsiom" postoji dostupan hardver “otvorenog koda” koji koristi 4K senzor slike.

## Literatura
- Wootton, Cliff (2005). A Practical Guide to Video and Audio Compression: From Sprockets and Rasters to Macroblocks. Taylor & Francis. стр. 47. ISBN 978-0-240-80630-3.
- James, Jack (2006). Digital Intermediates for Film and Video. Taylor & Francis. стр. 125. ISBN 978-0-240-80702-7.
- Frost, Jacqueline B (2009). Cinematography for Directors: A Guide for Creative Collaboration. Michael Wiese Productions. стр. 199. ISBN 978-1-61593-019-7. Архивирано из оригинала 19. 12. 2016. г. Приступљено 29. 04. 2017.

.

## Spoljašnje veze
- What is Ultra HDTV?, Ultra HD TV, Архивирано из оригинала 30. 10. 2013. г., Приступљено 18. 05. 2015
- „3D TV is Dead, Long Live 4K”, Forbes
- Gurule, Donn, 4k and 8k Production Workflows Become More Mainstream, Light beam, Архивирано из оригинала 16. 2. 2013. г., Приступљено 18. 5. 2015
- What is the meaning of UHDTV and its difference to HDTV?, UHDMI, Архивирано из оригинала 05. 2. 2013. г., Приступљено 18. 5. 2015
- „Ultra high resolution television (UHDV) prototype”, CD Freaks, Архивирано из оригинала 18. 11. 2008. г., Приступљено 18. 5. 2015
- „Just Like High-Definition TV, but With Higher Definition]”, The New York Times
- „Japan demonstrates next-gen TV Broadcast”, Electronic Engineering Times, Архивирано из оригинала 01. 05. 2013. г., Приступљено 18. 05. 2015.
- „Researchers craft HDTV's successor”, PC World (magazine), Архивирано из оригинала 04. 06. 2008. г., Приступљено 18. 05. 2015
- Sugawara, Masayuki, Super Hi-Vision — research on a future ultra-HDTV system (PDF) (technical review), CH: EBU, Архивирано из оригинала (PDF) 26. 3. 2009. г., Приступљено 18. 5. 2015
- Ball, Christopher Lee, „Farewell to the Kingdom of Shadows: A filmmaker's first impression of Super Hi-Vision television”, Musings, Архивирано из оригинала 23. 3. 2013. г., Приступљено 18. 5. 2015
- „Visual comparison of the different 4K resolutions”, 4k TV, Архивирано из оригинала 10. 08. 2014. г., Приступљено 18. 05. 2015